# Schlachtgeschwader 5
Schlachtgeschwader 5 foi uma unidade de ataque ar-terra da Luftwaffe que prestou serviço durante a Segunda Guerra Mundial. Foi criada no dia 18 de Outubro de 1943 e combateu na frente oriental. Em Janeiro de 1945 foi dissolvida, tornando-se no III./Kampfgeschwader 200. Operou aeronaves Junkers Ju 87 e Focke-Wulf Fw 190.